# Yirrkala bark petitions
De Yirrkala bark petitions (ook wel Yolŋu bark petitions genoemd) zijn petities op boombast die in 1963 door de Yolŋu van Yirrkala aan het Australische parlement werden gepresenteerd als protest tegen een pachtovereenkomst tussen de Australische overheid en het Zwitsers-Australisch mijnbouwconsortium Nabalco voor het delven van bauxiet op Yolŋu land.

## Geschiedenis

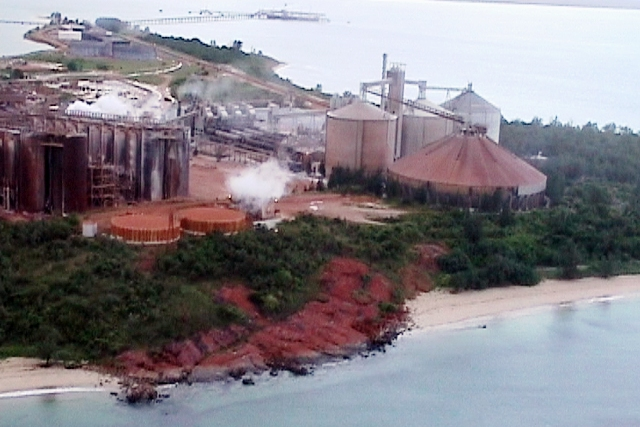
Bauxietfabriek in Nhulunbuy nabij Yirrkala

In 1935 wordt de missiepost Yirrkala opgericht op het land van de Lamami. Clans uit heel Noordoost Arnhemland gebruiken de missie in eerste instantie als handelspost. Maar door de toenemende kolonisatie, wordt Yirrkala na verloop van tijd steeds meer een toevluchtsoord.
In 1952 wordt er in de omgeving van Yirrkala bauxiet ontdekt. Al gauw ontstaan er plannen voor het delven van dit mineraal. Aan het begin van de jaren zestig voelen de Yolŋu de druk van de mijnbouwindustrie toenemen. De overheid wil een groot deel van het voor de Yolŋu  gereserveerde land verpachten aan het Zwitsers-Australisch mijnbouwconsortium Nabalco. Yolŋu elders plegen onderling overleg en stappen in januari 1963 met hun bezwaren naar de opzichter van de missie Edgar Wells.
Op 17 februari 1963 geeft premier Robert Menzies groen licht om 148 km² aan Nabalco te verpachten. Het hoofd van de Methodist Board of Missions, C.F. Gribble, stemt in met de overeenkomst. Hij meent dat de Yolŋu hiervan kunnen profiteren.
Twee dagen later informeert Edgar Wells de pers, politici en belangrijke organisaties over de bezwaren van de Yolŋu. Bij Gribble dringt hij erop aan om niets te ondertekenen en geen land over te dragen zonder toestemming van de traditionele eigenaren.
Binnen korte tijd groeit de nationale aandacht voor de Yolŋu van Yirrkala. De Federal Council for Aboriginal Advancement (FCAA) start een campagne waarin zij de Australische bevolking oproept naar haar geweten te luisteren en iets van het onrecht tegenover de Aboriginalvolkeren goed te maken. De FCAA verlangt dat alle mijnbouwplannen worden gestopt en dat er eerst wetgeving voor landrechten wordt geïntroduceerd.
In juli 1963 bezoeken Labor parlementsleden Kim Beazley en Gordon Bryant Yirrkala en spreken met Yolŋu elders. Tijdens dit bezoek ontstaat het idee voor een petitie aan het parlement.

## Bark petitions
De elders maken vijf petities op boombast van 60 x 30 cm. De omlijsting bestaat uit traditionele motieven van de twee clans die het meest bedreigd worden door de pachtovereenkomst. In de motieven komt de relatie tussen de schilder en het land tot uitdrukking. Hierdoor is de petitie niet alleen een weergave van deze relatie, maar ook een landclaim.
In het midden staat de petitietekst in het Engels en in het Gumatj, een taal van het Yolŋu Matha. In de tekst leggen de elders uit wat het land voor hen betekent en verzoeken ze het parlement om een onderzoekscommissie op te richten die de standpunten van de Yolŋu onderzoekt.
De vijf petities worden opgestuurd naar premier Robert Menzies, naar de FCAA-leden Gordon Bryant en Stan Davey, naar Labor leider Arthur Calwell en naar het Labor parlementslid voor het Noordelijk Territorium, Jock Nelson.
Op 14 augustus 1963 presenteert Jock Nelson de petitie aan het federale parlement. Door de bijzondere vorm van de petitie krijgt deze veel aandacht van de media. Maar de petitie wordt afgewezen, omdat deze volgens de Minister voor de Territoria, Paul Hasluck, is ondertekend door jonge mensen die geen zeggenschap over het land hebben.
Er wordt een tweede petitie gemaakt die door senior elders wordt ondertekend. Deze wordt door het parlement aangenomen. Daarmee worden de bark petitions de eerste traditionele documenten die door het Australische parlement worden erkend.

## Parlementaire onderzoekscommissie
Kim Beazley dient een motie in voor het oprichten van een parlementaire commissie over landrechten, waarin hij met name op de morele kant van de zaak wijst.
“The moment the petition was presented to this Parliament, this Parliament was on trial. In fact, I think, the Australian nation is on trial. Morally, the nation is on trial in any event, even if this matter has no international implications. Internationally, in fact, the nation is on trial.”
De motie wordt door een kleine meerderheid aangenomen. In oktober 1963 bezoekt de parlementaire onderzoekscommissie Yirrkala en praat daar met Yolŋu elders. Die krijgen voor het eerst de gelegenheid om op hun eigen land en in hun eigen taal hun bezwaren en angsten kenbaar te maken.
Eind oktober rapporteert de commissie aan het parlement dat de Yolŋu in ieder geval een moreel recht op het land hebben en dat dit niet van hen mag worden afgenomen zonder enige vorm van compensatie. Ook adviseert de commissie om heilige plaatsen te beschermen en het mijnbouwproject door een parlementaire commissie te laten bewaken.

## Nawerkingen
De adviezen van de commissie worden genegeerd. De Yolŋu besluiten hun strijd via de rechtbank verder te voeren en starten in 1968 een rechtszaak. De zaak Milirrpum and Others v. Nabalco P/L and The Commonwealth of Australia wordt bekend onder de naam Gove Land Rights Case.